# ميلينيوم غرين

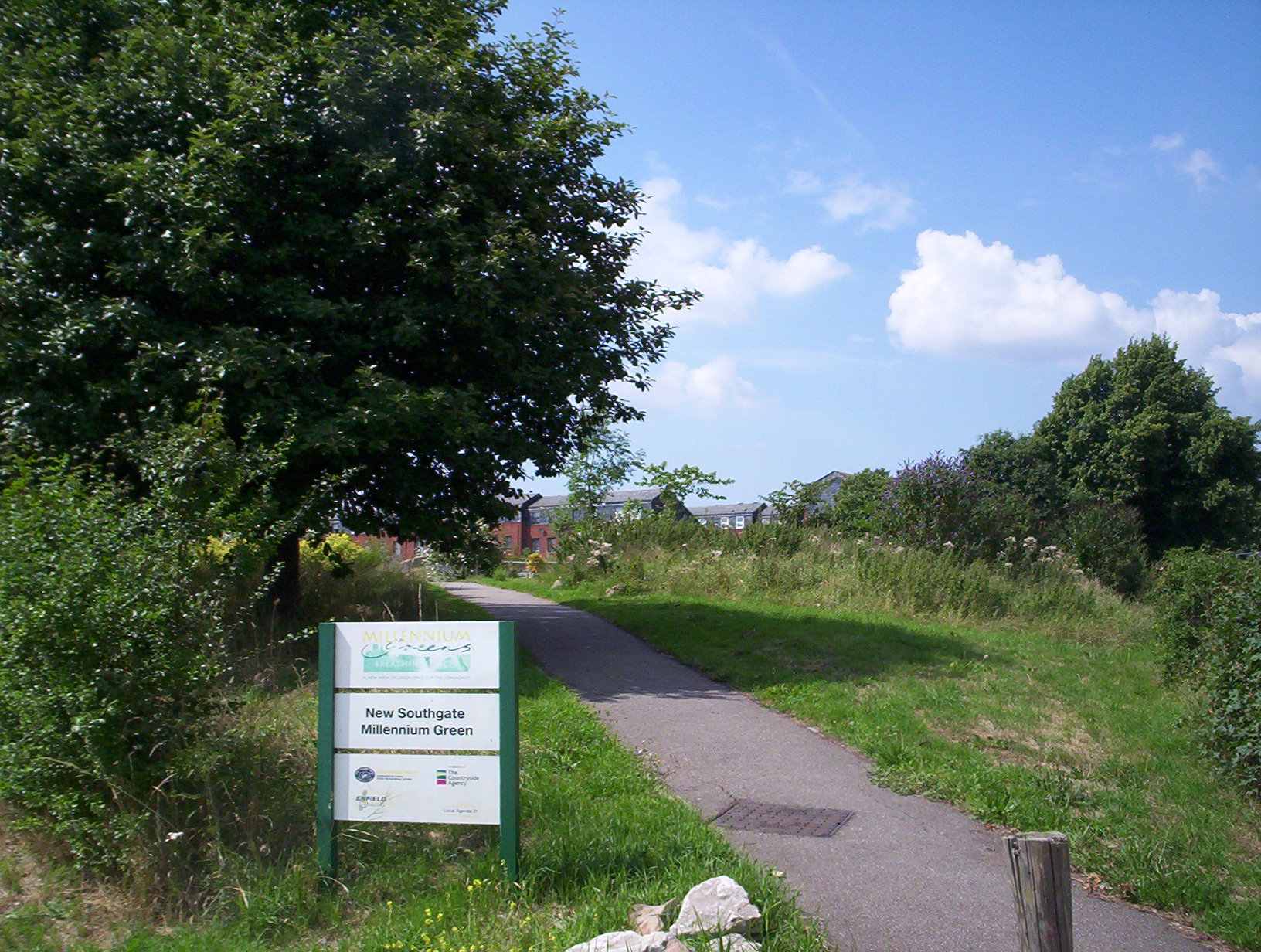
علامة الألفية الخضراء الجديدة في ساوثجيت

ميلينيوم جرينز هي مناطق من المساحات الخضراء لصالح المجتمعات المحلية. أُنشأت 245 منطقة في المدن والبلدات والقرى في جميع أنحاء إنجلترا للاحتفال ببدء الألفية. مول إنشائها جزئيًا من قبل اليانصيب الوطني (المملكة المتحدة) [الإنجليزية]وكالة الريف [الإنجليزية]. كل على حد منفصل، حيث كان للسكان المحليين آراء في تصميم نباتاتهم الخضراء.
بدأ مشروع إنشاء 250 ميلينيوم جرينز في مطلع الألفية (2001) في عام 1996 وانتهى عندما سلمت آخر منطقة خضراء إلى الثقة الخيرية المحلية إلى الأبد. يقوم كل صندوق الآن بجمع الأموال من أجل إدارة البيئة الخضراء الخاصة به، ضمن حدود صكه الاأتئماني، لصالح مجتمعه المحلي.

## أهداف
أهداف ميلينيوم جرينز، كما ورد في صكوك الثقة، هي كما يلي:
- تقديم مساهمة كبيرة في حياة المجتمع بأسره.
- إتاحة التمتع بها من قبل الناس من جميع الأعمار والقدرات الجسدية.
- أن تكون مفتوحة وواضحة لزوار المنطقة وكذلك لسكانها.
- أن تكون مكانًا جذابًا للناس لأستنشاق الهواء وممارسة الرياضة، ومقابلة الآخرين وممارسة الأنشطة الترفيهية والتسلية بما يتفق مع التمتع المشترك للأرض بأكملها.
- تهيء منطقة مناسبة للمناسبات والاحتفالات المجتمعية.
- تحوي مناطق «طبيعية» مهمة، حيث يمكن للناس الاستمتاع بالطبيعة والحياة البرية بشكل مباشر.
- تقديم مساهمة إيجابية في البيئة المحلية واحترم الطابع الراسخ للمنطقة.
- أستمرار سهولة الوصول اليها من قبل السكان.

## تاريخ
استلهم المشروع من مشروع بوكت بارك، الذي بدأ في عام 1984، والذي بدأ بنجاح فكرة مشاركة المجتمعات بشكل مباشر في إنشاء وصيانة حدائق جديدة. كان مخطط ميلينيوم جرينز أحد مشاريع المملكة المتحدة العديدة التي مولتها لجنة الألفية [الإنجليزية] باستخدام أموال اليانصيب الوطنية. كان القصد منه أن يشكل جزءًا من الإرث الدائم لاحتفالات خلال الألفية.

## تصميم الخضر
حدد المخطط العام لتصميم وإنشاء ميلينيوم جرينز كلا من المساحات الخضراء والطبيعية ومنطقة مناسبة للمناسبات العامة. بالإضافة إلى ذلك، نصت جميع صكوك الأمانة على عدم إنشاء أي مبانٍ على الأرض ولا ينبغي إنشاء / ترك أكثر من 10 ٪ من الأرض كمناطق صلبة - أرصفة ومواقف للسيارات وما إلى ذلك. من المتطلبات الأخرى للرعاة الأصليين أنهم لن يوفروا ملاعب رياضية ومعدات لعب رسمية، بحيث لا تبنى ملاعب أو أجهزة ألعاب بأموالهم.
كان لكل ميلينيوم جرين ميزة: نوع من النحت أو أي إبداع آخر على الأخضر يمكن أن يمثل تركيز لإنشاء اللون الأخضر. اختار الخضر المتنوعون شيئًا مستوحى من تاريخ أو جغرافية منطقتهم: تمثال، وميزة مائية، وميناء شمسي، إلخ. كشف عن العديد منها في حفل الافتتاح الرسمي للجرين.

## الإنشاء
أدارت وكالة الريف إنشاء حزب الخضر، حيث قام المسؤولون الإقليميون بدراسة طلبات المنح والخطط، ثم مسح الأراضي ومناقشة التفاصيل مع الأمناء المحليين المحتملين وما إلى ذلك. عانى فريق CA من حقيقة أن العديد من العاملين لديهم كانوا بصفة عقود قصيرة الأجل للقيام بهذا العمل، مما دعاهم إلى البحث عن عمل جديد في مكان آخر، ثم المغادرة قبل نهاية المشروع.

## الحيوانات البرية
نظرًا لأن وجود منطقة للحياة البرية هو جزء من أهداف إنشاء وتشغيل ملينيوم غرين، فإن معظم صناديقها تحافظ على اهتمامها بالحياة البرية للخضر. تحتوي معظم مواقع الويب المتعلقة بكل منطقة على ما تقوله عن الحياة البرية في الخضر والعديد منها يحتوي على صور وقوائم بالأنواع.

## المآل
بحلول نهاية المخطط، أنشئت 245 من أصل 250 مخططًا للخضر. وفر ذلك الخبرة حول إنشاء مثل هذه المخططات، اعتبرت وكالة الريف المشروع نجاحًا لدرجة أنها أطلقت مشروع متابعة لمواصلة إنشاء مناطق خضراء عامة تُدار محليًا تسمى " عتبة الخضر [الإنجليزية] " في عام 2001. قامت شركة انجلترا الطبيعية [الإنجليزية] ، التي خلفت CA، بتقييم كلا المخططين وحددت بعض نقاط الضعف في خطط كل من بوكت باركس وميلينيوم غرينز والتي جعلت من الصعب إنشاءهما والحفاظ عليهما إلى الأبد. وقد فاز كل من ميلينيوم جرينز ودورستيب جرينز بالعديد من جوائز جرين بينانت. احتفلت The Royal Mail بمشروع ميلينيوم غرينز في طوابع ناس وأماكن في مجموعة الألفية في عام 2000.
كان المقصود من الخضر أن يدوموا إلى الأبد، وعلى هذا النحو، أنشأ كل منهم بصك ثقة بما في ذلك متطلبات الحفاظ على الأرض وإتاحتها للوصول من قبل عامة الناس. بصفتها مؤسسة خيرية، تتحكم في عملها اللجنة الخيرية لإنجلترا وويلز [الإنجليزية]. أُنشأ العديد من ميلينيوم جرينز مع شراكات رسمية مع جمعيات خيرية وهيئات رسمية أخرى. تمكنهم أعمالهم من العمل مع الرعاة التجاريين وفي الواقع استخدم عدد من الخضر المنح لتحقيق أهدافهم.
مع ذلك، نظرًا لأن الخضر يعتمدون على المتطوعين المحليين للاستمرار، بما في ذلك العثور على أمناء جدد وجمع التبرعات، لم تنجح جميع الصناديق الاستئمانية التي يديرها المتطوعون؛ أستبدلت ناتشرال إنكلاند وجارتي كومشن عددا منهم؛ عادة ما ينتهي الأمر بالسلطة المحلية لتكون الوصي على الغرين. في حين كان الهدف من إنشائها أن يستمر الخضر إلى الأبد، مع منح معظمهم عقد إيجار لمدة 999 عامًا، ومع ذلك، فهم عرضة للشراء الإجباري إذا أرادت السلطة المحلية تغيير استخدام الأرض.

## روابط خارجية
- موقع Natural England Site-MM Green Page
- موقع العلم الأخضر
- ويكي الألفية الخضراء